# Erik H. M. Heijne
Erik H. M. Heijne (* 27. April 1945) ist ein niederländischer Physiker, der sich mit Halbleiterdetektoren in der Teilchenphysik befasst. Er ist Instrumenten-Physiker am CERN.
Heijne ging in Amsterdam zur Schule mit dem Abitur 1963 studierte an der Universität Amsterdam Physik mit der Promotion. Ab 1973 war er am CERN, wo er an Halbleiterdetektoren für Neutrino-Experimente arbeitete.
Er demonstrierte um 1980 die Herstellung von Siliziumstreifendetektoren in Planartechnologie (unabhängig von Robert Klanner und Gerhard Lutz in München) und demonstrierte deren Verwendung in der Teilchenphysik (mit Bernard Hyams) und führte 1989 Pixel-Detektoren in die Teilchenphysik ein, wo sie eine Revolutionierung bei Teilchendetektoren auslösten und später zum Beispiel am ATLAS-Detektor des LHC zur Anwendung kamen. Dort ermöglichen sie eine um sieben Größenordnungen höhere Bildfolge als Blasenkammeraufnahmen Mitte der 1970er Jahre und eine höhere Präzision.
Nach dem Besuch des Interuniversity Microelectronics Centre (IMEC) in Löwen 1984 baute er 1986 am CERN mit Pierre Jarron eine Gruppe für den Entwurf Full-Custom Chipentwurf für Signalverarbeitung mit CMOS-Technik auf. Damit konnten dem jeweiligen Detektor angepasste spezielle Readout-Chips entworfen werden. 1988 bis 1999 leitete er am CERN eine Gruppe, die monolithische und hybride Pixel-Halbleiterdetektoren entwickelte und neue Methoden (1995) um in der CMOS-Technologie mit der massiven Strahlung umzugehen, die bei Teilchendetektoren in Hochenergiebeschleunigern auftritt.
Von ihm stammen über 150 wissenschaftliche Publikationen und er gab fünf Konferenzberichte heraus (2005). 2014 hielt er einen Plenarvortrag auf der International Solid State Circuits Conference in San Francisco über die Anwendung von Halbleiterdetektoren am LHC.
1999 erhielt er den IEEE-NPSS Merit Award. 2004 wurde er Fellow des IEEE. 2017 erhielt er mit Robert Klanner und Gerhard Lutz den High Energy and Particle Physics Prize für die Entwicklung von Siliziumstreifendetektoren.

## Schriften
- Herausgeber mit R. Klanner:  New developments in silicon detectors (Proc., European Symposium on Semiconductor Detectors, München 1983), North-Holland 1984
- Herausgeber:  New developments in radiation detectors : Proceedings of the 4. European Symposium on Semiconductor Detectors, München 1986, North-Holland 1987
- Herausgeber mit Ingrid Debusschere, H. Kraner: Silicon Pixel Detectors (International Workshop on Silicon Pixel Detectors for Particles and X-Rays, Löwen 1990), North-Holland 1991